# Casier viticole informatisé
Pour les articles homonymes, voir CVI.
Le Casier Viticole Informatisé (CVI) est un outil que les États membres de l'Union européenne doivent tenir obligatoirement. Il contient notamment toutes les informations relatives aux entreprises viti-vinicoles, aux parcelles plantées ou arrachées, les niveaux de production et de stock,.

## Historique
Le casier viticole informatisé a été créé par les douanes en 1998.
La refonte du CVI a été initiée en 2008, et s'est terminée en 2016, elle avait pour objectif une modernisation du système. Elle permet entre autres depuis 2010 la saisie d'informations en ligne par les entreprises via le site des douanes,. 
En 2018, la déclaration de récolte jusque là obligatoire dans le CVI est remise en question par la législation européenne à l'échéance 2022, ce qui pose un dilemme pour le gouvernement et soulève une contestation de la filière viti-vinicole, quant à la traçabilité et à la gestion des fraudes.

## Constitution et mise à jour des données
Les organismes associés qui s'occupent de la constitution et de la mise à jour de ces données, chacun pour ce qui le concerne, sont:
- la Direction générale des Douanes et Droits indirects ;
- l'office agricole national FranceAgriMer ;
- l'Institut national de l'origine et de la qualité ;
- la Direction générale de la Concurrence, de la Consommation et de la Répression des fraudes ;
- la Direction générale des Impôts ;
- le Ministère de l'Agriculture et de l'Alimentation.

## Informations traitées
Le CVI concerne les données relatives à:
- l'identification : localisation des personnes physiques ou morales ayant une activité de production vitivinicole et, notamment, à leurs installations de production et de stockage ;
- le potentiel de production : les parcelles cadastrales, les propriétaires, les exploitants, les adresses, l'encépagement, les aires d'appellations, les droits de plantation ou de replantation ;
- la production : les récoltes, la nature des produits, les stocks, les traitements œnologiques soumis à autorisation, l'agrément des vins ;
- les mesures d'interventions communautaires : les obligations de distillations des résidus de la vinification (assujettis, quantités dues, quantités apurées)[9], les aides et primes (bénéficiaires, montants, natures, dates de versement, campagnes de rattachement des sommes versées).